# يوكي ماتسوكا (مديرة تنفيذية)
يوكي ماتسوكا (بالإنجليزية: Yoky Matsuoka) (من مواليد 1972 في اليابان) هي مديرة التكنولوجيا التنفيذية في شركة غوغل نيست. كانت إحدى مؤسسي شركة غوغل أكس وشغلت سابقاً مناصب كالمديرة التنفيذية لشركة كوانتاس، ومديرة التكنولوجيا في شركة أبل، ونائبة رئيس التكنولوجيا في غوغل نيست.
في السابق، كانت أستاذة مساعدة في جامعة كارنيجي ميلون وأستاذة مساعدة لعلوم وهندسة الحاسوب في جامعة واشنطن، ومديرة مختبر علم الأعصاب في واشنطن، ومديرة مركز الاستشعار العصبي للهندسة العصبية. وفي عام 2007، أصبحت زميلةً في برنامج جائزة ميكآرثر، التي يُشار إليها عادةً بجائزة العبقري. في جامعة واشنطن، جمع بحثها بين علم الأعصاب والروبوتات - التي تشير إليه أحياناً بمصطلح نيوروبوتيكس (الأعصاب الروبوتية) - لصنع المزيد من الأطراف الصناعية الواقعية.

## بداية حياتها وتعليمها
ولدت ماتسوكا في اليابان وانتقلت إلى كاليفورنيا في سن السادسة عشرة. في شبابها، كانت لاعبة تنس شبه محترفة، حيث احتلت في إحدى الفترات المركز الحادي والعشرين في اليابان، ولكن في النهاية اضطرت لترك التنس بسبب إصابتها (كسرت كاحلها للمرة الثالثة)؛ بدأ اهتمامها بالروبوتات بفكرة لاعب التنس الآلي، الذي قررت لاحقاً أن صنعه كان غير واقعي.
حصلت على شهادة البكالوريوس في عام 1993 من جامعة كاليفورنيا، بيركلي، وشهادة الماجستير (1995) والدكتوراه (1998) في الهندسة الكهربائية وعلوم الكمبيوتر من معهد ماساتشوستس للتكنولوجيا.

## مسيرتها المهنية
خارج الأوساط الأكاديمية، كانت يوكي كبيرة المهندسين في شركة باريت للتكنولوجيا في عامي 1995 و1996 حيث طورت الكود المصغر ليد باريت الروبوتية. ومنذ عام 2001 إلى 2006، كانت يوكي أستاذة مساعدة في جامعة كارنيجي ميلون. خلال تلك الفترة، شغلت منصب رئيسة كلية آنا لوميس ماكاندليس (من عام 2004)، وحصلت على جائزة المهن الرئاسية المبكرة للعلماء والمهندسين (2004) وجائزة معهد مهندسي الكهرباء والإلكترونيات للمسيرة المهنية المبكرة في مجال الروبوتات والأتمتة (2005)، وتم ترشيحها لزمالة جائزة ميكآرثر (2006)، لتفوز عام 2007. واصلت مسيرتها المهنية في جامعة واشنطن كأستاذة مشاركة، وتعمل حالياً لصالح شركة أبل على المنتجات المتعلقة بالصحة.

## أبحاثها
يصفها ماثيو أودونيل، عميد كلية واشنطن للهندسة بأنها «مهندسة ميكانيكية، عالمة أعصاب، مهندسة بيولوجية، خبيرة روبوتات وعالمة الكمبيوتر، كل ذلك في شخصٍ واحد... [مع] ... القدرة على رؤية ما هو ممكن من خلال الجمع بين كل هذه التخصصات.» وصفت مؤسسة ميكآرثر عملها بأنها «يطور فهمنا لكيفية تنسيق الجهاز العصبي المركزي الجهاز العضلي الهيكلي وكيف يمكن للتكنولوجيا الروبوتية أن تعزز من حركة الأشخاص الذين يعانون من إعاقة حركية.»

## حياتها في الشركات الصناعية
في عام 2011، انضمت يوكي إلى منظمة غوغل أكس كأحد الأعضاء المؤسسين الثلاثة. هناك ساعدت على ضمّ باباك بيرفيز (التي قادت فريق غوغل غلاس) وطورت محفظة غوغل أكس الاستثمارية في المجال الطبي. ثم انضمت إلى شركة نيست كنائبة الرئيس للتكنولوجيا، وكانت مسؤولة عن التعلم الآلي وتجربة المستخدم. هناك قادت تطوير المكون التكيفي لمنظم حرارة نيست، والذي يعد مكوناً رئيسياً للمنتج حتى الآن. حالياً، تعمل مستشارة لتكنولوجيا أدمغة الاشياء، التي تساعد على تطوير منازل ذكية. في عام 2015، استقالت للانضمام لشركة أبل وعملت هناك حتى ديسمبر 2016 على برنامج تتبع الصحة هيلثكيت التابع للشركة، وأداة الرعاية كيركيت لإدارة الرعاية الطبية للمرضى، وإطار العمل البحثي ريسيرشكيت. وهي حالياً رئيسة قسم التكنولوجيا في شركة نيست.

## حياتها الشخصية
تزوجت من شخصٍ متخصص في مجال الرؤية الحاسوبية ولديها أربعة أطفال.